# Tadeusz Rutkowski
Tadeusz Rutkowski (Cracovia, 25 aprile 1951) è un ex sollevatore polacco medagliato olimpico e mondiale che ha gareggiato nelle categorie dei pesi massimi (fino a 110 kg.) e dei pesi supermassimi (oltre 110 kg.).

## Carriera
Rutkowski, pur avendo gareggiato fino a 31 anni di età, terminò poche volte sul podio di grandi competizioni internazionali, ma fu abile nel centrare per ben due volte una medaglia olimpica.
Infatti, alle Olimpiadi di Montréal 1976 vinse la medaglia di bronzo nella categoria dei pesi massimi con 377,5 kg. nel totale, terminando dietro al sovietico Jurij Zajcev (385 kg.) e al bulgaro Krăstju Semerdžiev (385 kg. anch'egli), approfittando della squalifica dell'altro bulgaro Valentin Hristov, il quale vinse la gara con 400 kg. nel totale ma venne squalificato per essere risultato positivo al doping. Questa gara olimpica era valida anche come campionato mondiale.
Quattro anni dopo Rutkowski si ripeté alle Olimpiadi di Mosca 1980 nella categoria dei pesi supermassimi, vincendo un'altra medaglia di bronzo con 407,5 kg. nel totale, alle spalle del sovietico Sultan Rachmanov (440 kg.) e del tedesco orientale Jürgen Heuser (410 kg.). Anche ai Giochi Olimpici del 1980 la competizione di sollevamento pesi era valida anche come campionato mondiale.
L'anno seguente Rutkowski ottenne ancora una medaglia di bronzo ai campionati mondiali ed europei di Lilla 1981 con 415 kg. nel totale, dietro al sovietico Anatolij Pisarenko (425 kg.) e al tedesco orientale Senno Salzwedel (417,5 kg.).
Nel 1982 Rutkowski si ritirò dall'attività agonistica.